# Harzburg

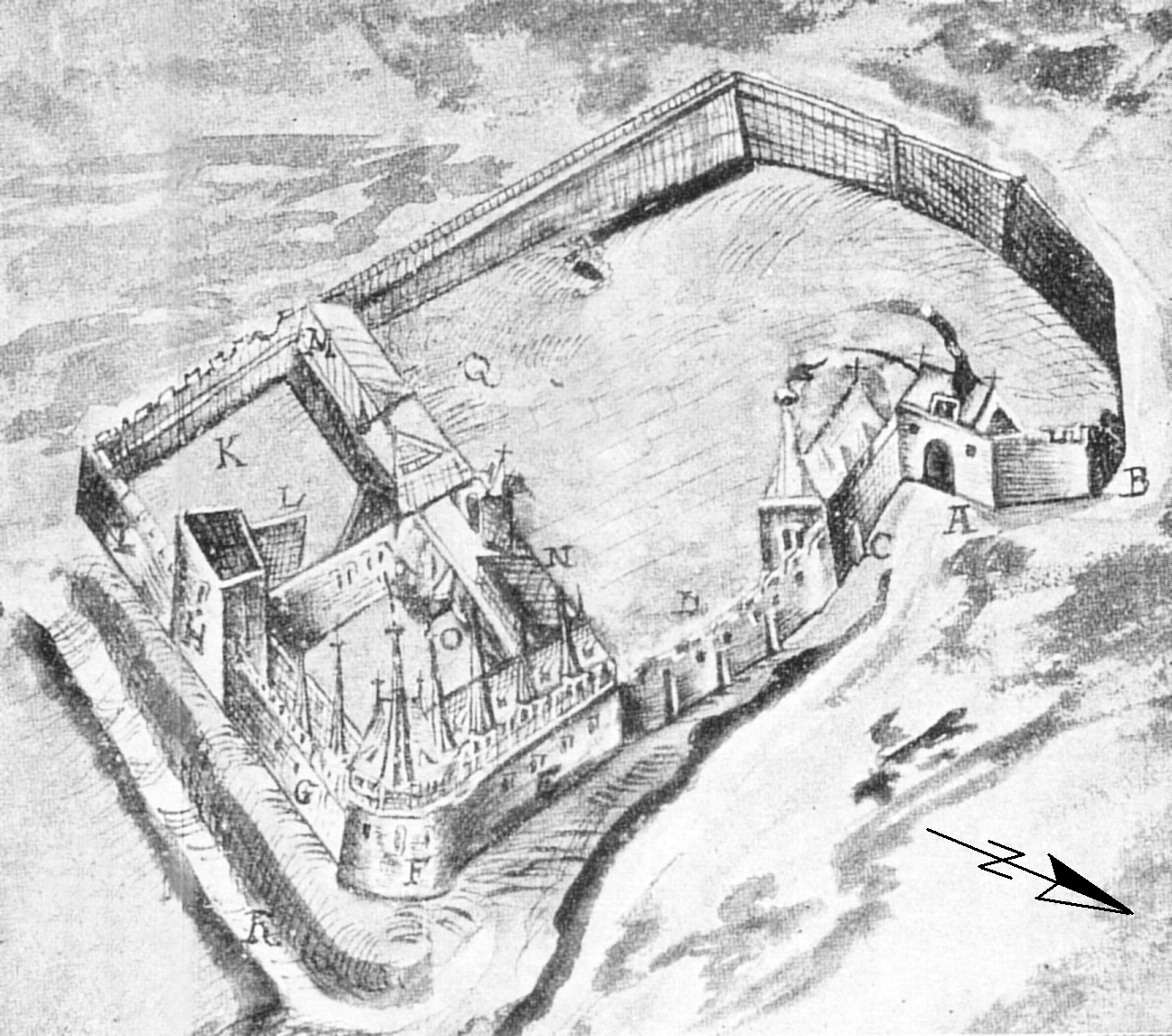
Harzburg: Darstellung der „Westburg“ um 1574

Die Große Harzburg ist die Ruine einer ehemaligen Kaiserburg am Harznordrand direkt oberhalb von Bad Harzburg im Landkreis Goslar, Niedersachsen (Deutschland).
In unmittelbarer Nähe zur Großen Harzburg liegt die Kleine Harzburg. Das Verhältnis der beiden Anlagen zueinander ist noch nicht geklärt.
Das Alter und die Funktion einer 60 × 95 m großen Wallgrabenanlage auf dem der Großen Harzburg benachbarten „Sachsenberg“ (im Volksmund „Sachsenburg“ genannt) sind ebenfalls noch nicht geklärt. Es konkurrieren die Deutungen einer 1073 errichteten Belagerungsanlage und einer unvollendeten vorgelagerten Bastion der Harzburg. Die Befestigung ist heute kaum mehr erkennbar.
Die Ortslage Krodotal (früher als Schulenrode bezeichnet) hat in mehreren Funktionen für die Burganlage(n) gedient, so als Versorgungshof und eventuell als zweiter Standort für das im Jahr 1074 auf der Großen Harzburg zerstörte Chorherren-Stift.
Die Höhenburg ist weitgehend verschwunden; lediglich Fragmente der Grundmauern und der Türme sowie der Brunnen sind erhalten.

## Geographische Lage
Die Ruine der Höhenburg befindet sich oberhalb des heutigen Ortes Bad Harzburg bzw. des Radautales auf dem Großen Burgberg (ca. 485 m ü. NHN), auf den die Burgbergseilbahn fährt.
Nördlich benachbart ist der Kleine Burgberg (436 m ü. NHN), auf dem sich Reste der Kleinen Harzburg befinden. Ostsüdöstlich liegt der Sachsenberg (ca. 546 m ü. NHN) mit Spuren einer Wallanlage, die möglicherweise den aufständischen Sachsen zur Belagerung der Großen Harzburg diente.

## Burgbeschreibung
Die Harzburg liegt auf einer fast isolierten, langgestreckten Bergkuppe, die auf drei Seiten Steilhänge aufweist. Das Gesamtareal der Burg von ca. 55 × 220 m Größe war durch einen 10 m breiten, tief eingeschnittenen Halsgraben in einen kleineren östlichen und größeren westlichen Abschnitt getrennt. Eingefasst war die Anlage durch eine ursprünglich 10 m hohe Ringmauer. Im Osten war sie gegen den Sattel zum höheren Sachsenberg durch einen Zwinger zusätzlich gesichert. An den steilen Nord- und Südflanken wird sie zusätzlich durch einen Graben mit Vorwall verstärkt, der nach Westen hin ausläuft. Den Zugang zur Burg bildete ein Kammertor im Südosten. Dahinter standen der Bergfried und im Osten ein Zweiflügelbau nach Art eines Donjons, der mit seiner Außenecke gegen die Angriffsseite gerichtet ist. Dieser war mit dem Bergturm sehr wahrscheinlich durch Mauern von der übrigen Anlage abgetrennt, so dass sich eine Art Kernburg ergab. Auf der Nordseite schloss sich der dreiräumige Palas an.
In der Westburg stand vermutlich das ursprüngliche Kollegiatstift, von dem, da wohl in Holz-Fachwerk-Konstruktion errichtet, keine Reste mehr vorhanden sind. Kernstück der Burgbebauung aus der Zeit Friedrich Barbarossas und Ottos IV. war der quadratische Bergfried in der Mitte der Quermauer. Dieser ist in neuer Zeit in geringem Umfang aufgemauert worden (s. Foto). Seine Außenmaße betragen 9,35 × 9,45 m bei einer Mauerstärke von 3,85 m. Die Zufahrt erfolgte jetzt durch einen Torzwinger und Torbau im Westeck. Zu den Burggebäuden gehörte auch die Burgkapelle, ein Amtshaus, das Brauhaus und Kammer integrierte, sowie ein Wohnbau.
Der Burgumfang und die wenigen Mauerreste sind auf einer Infotafel vor Ort erläutert. Die Burgruine kann frei besichtigt werden.
Außer der Burgruine befinden sich eine Gastwirtschaft und die 19 m hohe Canossasäule (482,8 m ü. NHN) von 1877 und eine Bismarck-Ulme auf dem Burggelände.

### Burgbrunnen

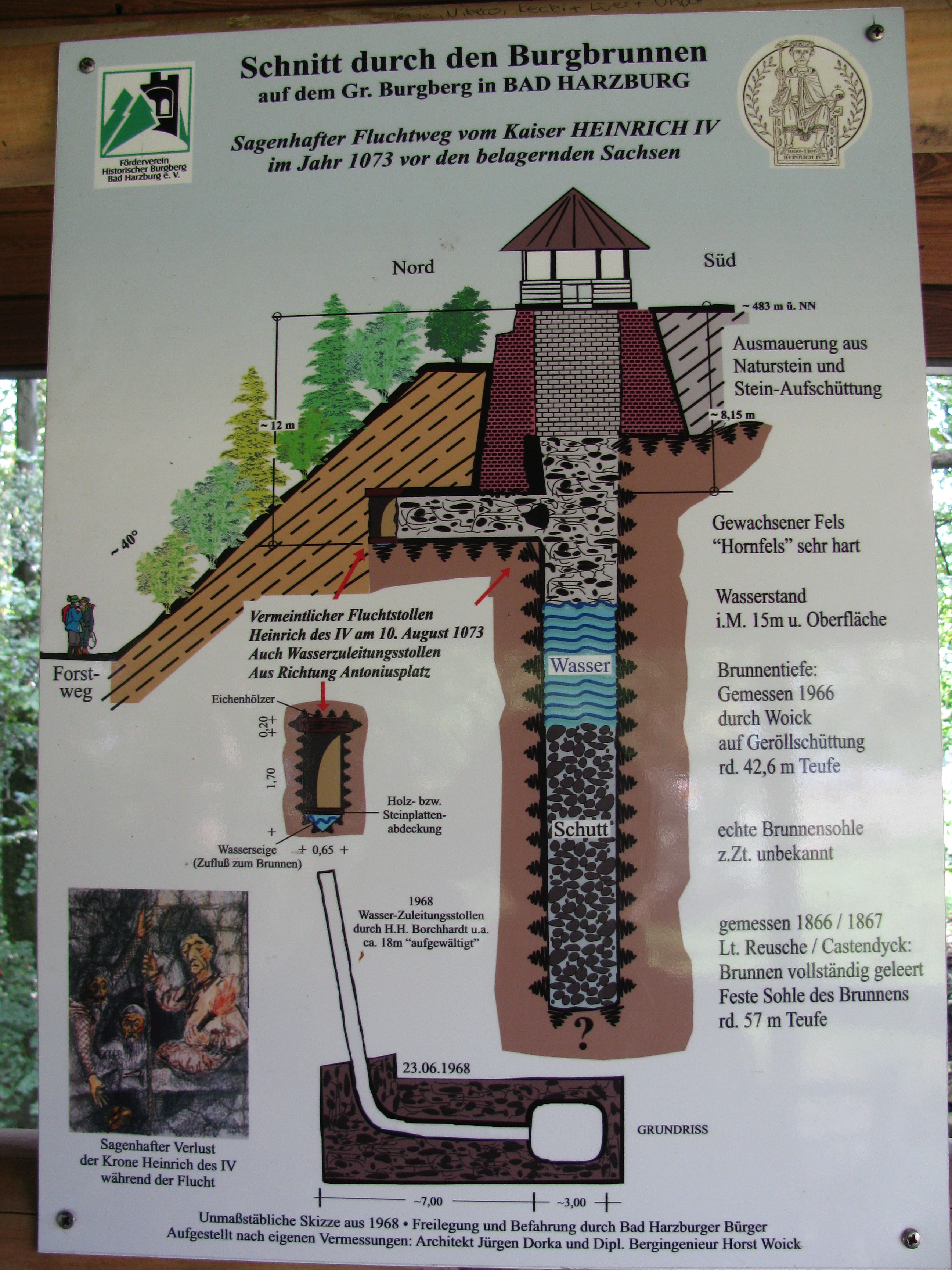
Burgbrunnen mit der Darstellung der Grabung aus den 1960er Jahren

Der zur Wasserversorgung der Burg dienende Brunnen befindet sich – ungewöhnlich für einen Burgbrunnen – nicht im inneren des umfriedeten Areals, sondern an der Nordostecke der Westburg am Nordhang des Burgberges. Er ist insgesamt 57 m tief und hat im oberen Teil einen fast quadratischen Querschnitt mit bogenförmigen Stößen. Die etwas längere Seite in Nord-Süd-Richtung ist etwa 3 m breit. Die Aufmauerung reicht 8,15 m tief, von etwa 483 m ü. NHN bis auf den gewachsenen Fels. Von da an steht die Brunnenröhre ohne Ausbau im Hornfels des Burgberges.
Bei einer Untersuchung des Brunnens in den Jahren 1966–68 wurde bei 42 m Teufe Schutt und Geröll festgestellt, ohne dass die Brunnensohle freigelegt wurde. Die Untersuchung konzentrierte sich auf den bei etwa 12 m Teufe in nördliche Richtung abgehenden Stollen. Um den Stollen besser untersuchen zu können, wurde dieser 1968 vom Nordhang des Burgberges querschlägig angefahren, um einen vom Brunnen unabhängigen Zugang zu schaffen. Der Stollen selbst wurde auf einer Länge von insgesamt 18 m befahrbar gemacht und provisorisch ausgebaut. Dabei aufgefundenes altes Ausbauholz wurde in die Brunnenröhre geworfen. Der Stollen ist etwa 0,65 m breit und 1,70 m hoch; in der Sohle befindet sich eine Wasserseige. Der vermutete Anschluss an die bis ins 19. Jahrhundert benutzte Tonröhrenleitung aus dem etwa 1,2 km östlich gelegenen Kleinen Spüketal konnte nicht nachgewiesen werden, stattdessen ging der Stollen in einen mit Steinen ausgelegten gedeckten Graben über. Die Untersuchung von 1966/68 wurde ohne archäologische Begleitung und Dokumentation durchgeführt.
Ob der Brunnen tatsächlich das Grundwasser erreichte oder – wie die Randlage und die externe Zuleitung vermuten lassen – nur als Zisterne dient, in der das mit Graben und Stollen herangeführte Wasser gespeichert wird, ist nicht nachgewiesen.

## Burgname
Alte Bezeichnungen der Burg waren in den Jahren 1071 Hartesburg, 1073 Hartesburc, 1073–76 Hartesburg, 1072 Hartesburg, 1073 Hartesburg, 1073 Harzesburg, 1074 castrum Harzeburch, 1076 castello Hartesburg, 1147 Harzesburg und 1180 Hartesburg.
Der Burgname stellt eine Ableitung des Namens des Mittelgebirges Harz dar, der offenbar von „Hart“ stammt. Dabei ist ein Zusammenhang mit „hard“ oder Hardt (Hardthöhe) für „Bergwald“ anzunehmen.
Der Kernort der heutigen Stadt Bad Harzburg hieß ursprünglich Neustadt (unter der Harzburg). Erst im 19. Jahrhundert wurde Neustadt in Bad Harzburg umbenannt. Der Name zollt als moderne Neuschaffung dem damals stark zunehmenden Bäder-Tourismus Tribut.

## Geschichte

### Unter Heinrich IV.

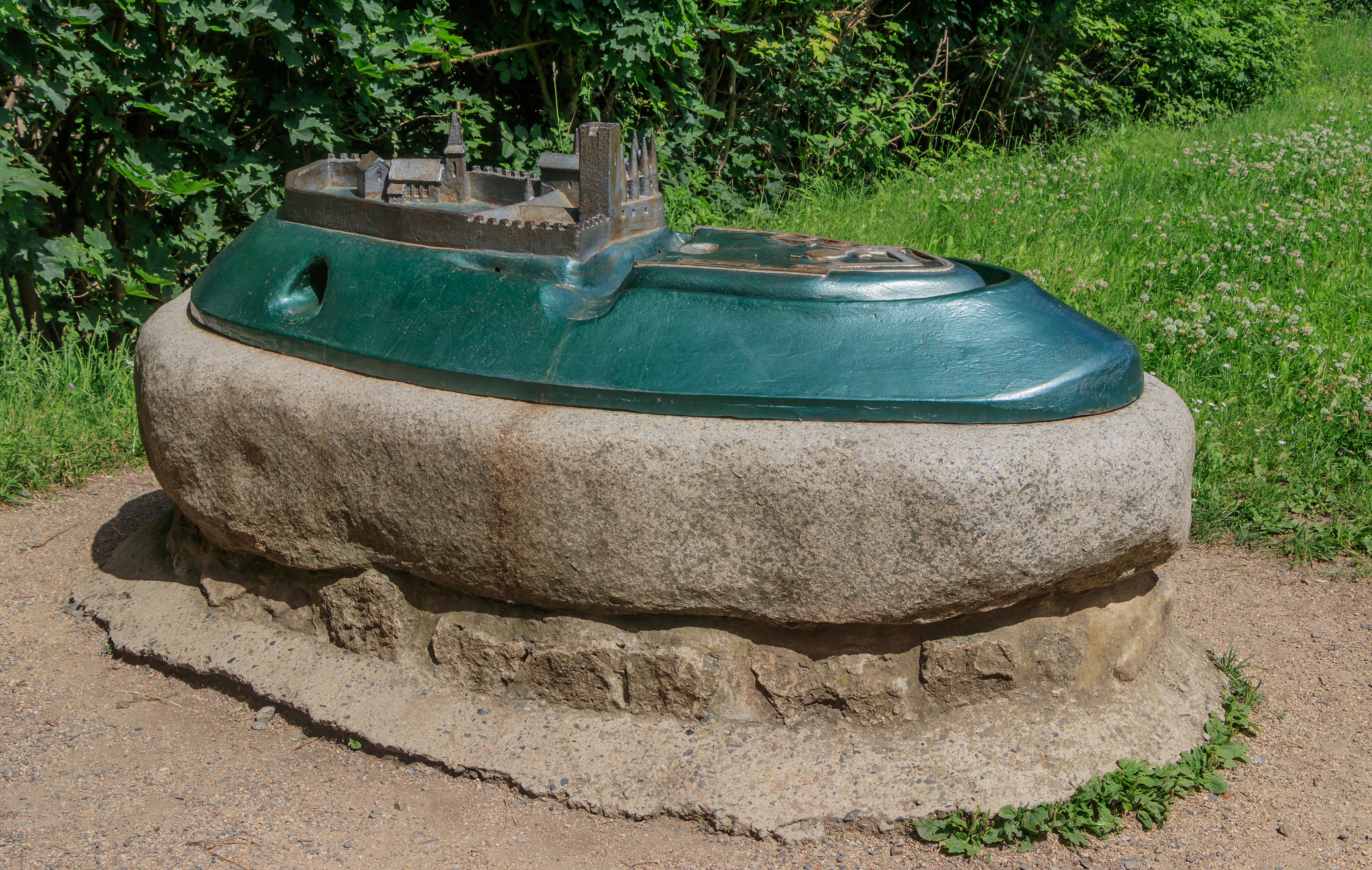
Modell der Harzburg

Die Große Harzburg (Hartesburg) wurde während des Burgenbauprogramms in Sachsen 1065 bis 1068 an strategisch günstiger Stelle von König Heinrich IV. errichtet. Heinrichs Baumeister war der spätere Bischof von Osnabrück, Benno II. Die Reichsburg diente der Sicherung der nahen Kaiserpfalz Goslar. Ihre Mauern reichten bis an den Steilrand des Bergkegels heran. Die Burg galt nach damaligen Verhältnissen als uneinnehmbar. Trotz ihrer Wehrhaftigkeit war die Burg zugleich besonders prachtvoll ausgestattet. So enthielt die Burg einen ungewöhnlich großen, dreiräumigen Palas und eine Stiftskirche, in die Heinrich zahlreiche Reliquien überführen ließ. Auch eine Art Familiengruft legte er auf der Burg an, indem er die Gebeine seines jung verstorbenen Bruders Konrad II. und seines ebenfalls früh verstorbenen Sohnes Heinrich hierher umbettete.
Zum Auftakt des Sachsenkriegs 1073 musste Heinrich IV. mitsamt den Reichsinsignien aus der Kaiserpfalz Goslar auf die Harzburg fliehen. Angeblich seien ihm 60.000 Belagerer gefolgt und seine Burgbesatzung habe 300 Mann betragen. Der König floh schließlich der Sage nach durch den Brunnen und einen Geheimgang, wobei ihm die Krone in den Brunnen gefallen sein soll. Im Frieden von Gerstungen vom 2. Februar 1074 musste Heinrich der Schleifung seiner Burgen, darunter auch der Harzburg, zustimmen. Er zögerte die Zerstörung aber hinaus und ließ nur die Mauern und Türme der Harzburg umlegen, während die Gebäude stehenblieben. Die Harzburg wurde daraufhin im Frühjahr 1074 von aufgebrachten Bauern der Umgebung geplündert und vollkommen zerstört. Dabei wurden auch die Stiftskirche nicht verschont und die königliche Familiengruft geschändet. Dies bot für Heinrich den Anlass, erneut mit aller Härte gegen die aufständischen Sachsen vorzugehen und so erfolgte am 9. Juni 1075 die Niederlage der aufständischen Sachsen in der Schlacht bei Homburg an der Unstrut.

### Unter Staufern und Welfen

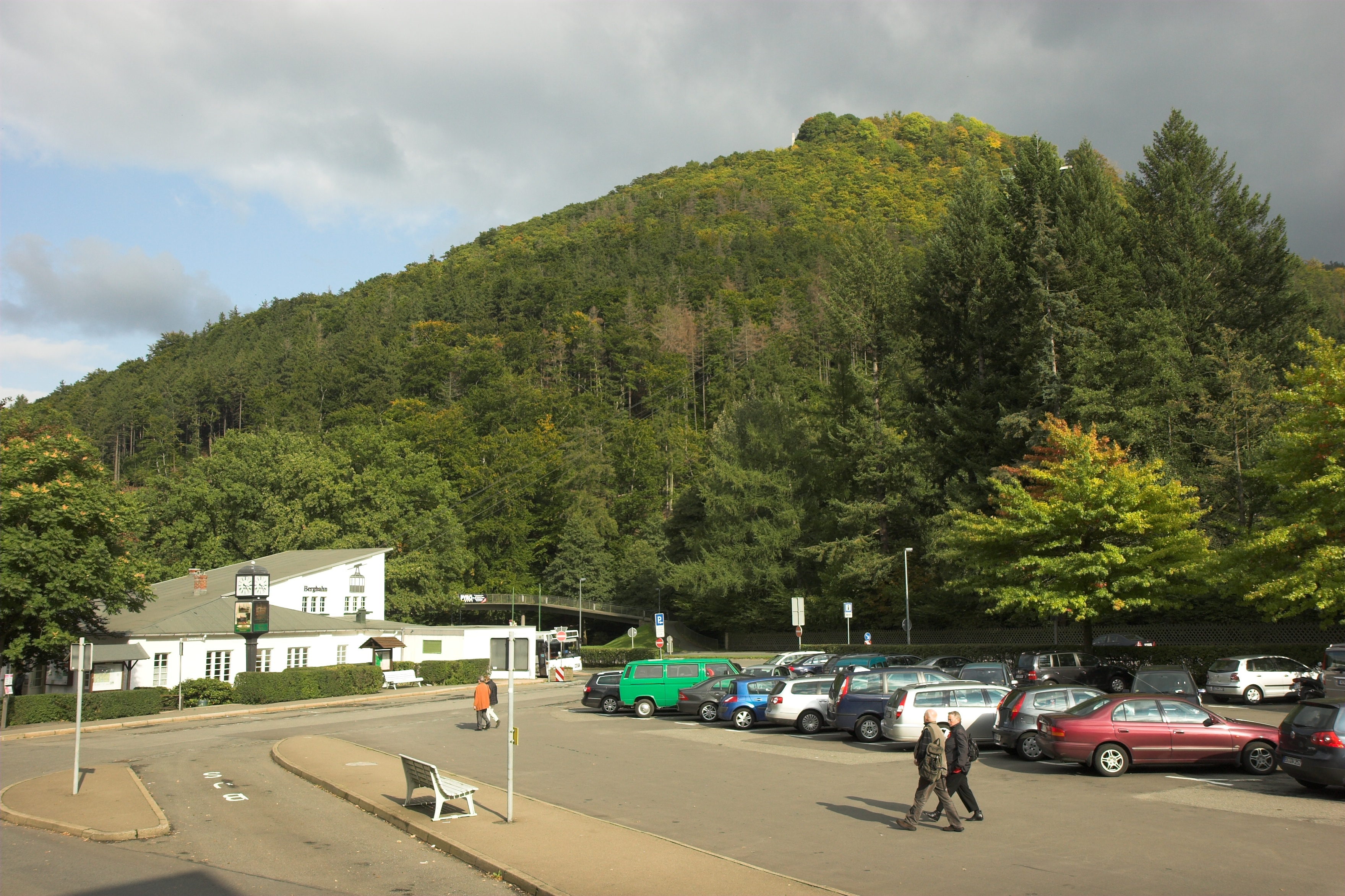
Burgberg mit der Burgbergseilbahn

Nach dem Sturz Heinrichs des Löwen 1180 erfolgte der Wiederaufbau der symbolträchtigen Reichsburg im Stammesherzogtum Sachsen unter Kaiser Friedrich I. durch die nunmehr mit der Harzburg und dem zugehörigen Reichsgut belehnten Grafen von Wohldenberg. Unter dem welfischen Kaiser Otto IV. wurde der Neubau vollendet. Er zog sich nach seinem Sturz auf die Harzburg zurück und verstarb dort 1218. Die unmittelbare Funktion als Reichsburg ging der Harzburg verloren, weil Kaiser Otto IV. die Übergabe der Reichsinsignien an die staufische Seite verfügt hatte. Noch im Jahr 1222 erhielt die Harzburg die Bezeichnung castrum imperiale, wobei der Charakter der Burg als Reichsburg durch das bis zu ihrer Verpfändung (1269) intakte Burglehensystem und die damit noch bestehenden reichslehnbaren Harzburgsitze weitgehend erhalten geblieben waren. Die Wohldenberger verpfändeten das Reichslehen 1269 an die Grafen von Wernigerode. Dazu gehörte als Reichswald ein Großteil der Harzforsten zwischen Harzburg und Goslar, grundherrlicher Besitz in den Dörfern Bovingerode, Westerode, Bündheim, Lochtum, Harlingerode und Vienenburg sowie der Ministerialensitz Sudburg.

### Weitere Geschichte
Danach erfolgten häufige Besitzerwechsel. Im 15. Jahrhundert ging sie als Pfandbesitz an drei Brüder von Schwicheldt über, die sie in eine Raubritterburg umfunktionierten. Die Bedeutung der Anlage nahm ständig ab, was einen langsamen Verfall zur Folge hatte. Ein im 16. Jahrhundert geplanter Wiederaufbau wurde wegen der hohen Kosten nicht durchgeführt. Während des Dreißigjährigen Krieges wechselte die Burg mehrfach die Besatzung, blieb aber unbeschädigt. Da dieser Befestigungstyp wegen der veränderten Kriegsführung unbedeutend geworden war, begann man 1650 mit dem Abriss der verbliebenen Ruinenteile. Die Burganlage ist seit dieser Zeit bis auf einige Mauerreste und den Brunnen nicht mehr vorhanden. Die städtische Ansiedlung „Neustadt“ am Fuß des Großen Burgbergs übernahm den Burgnamen.

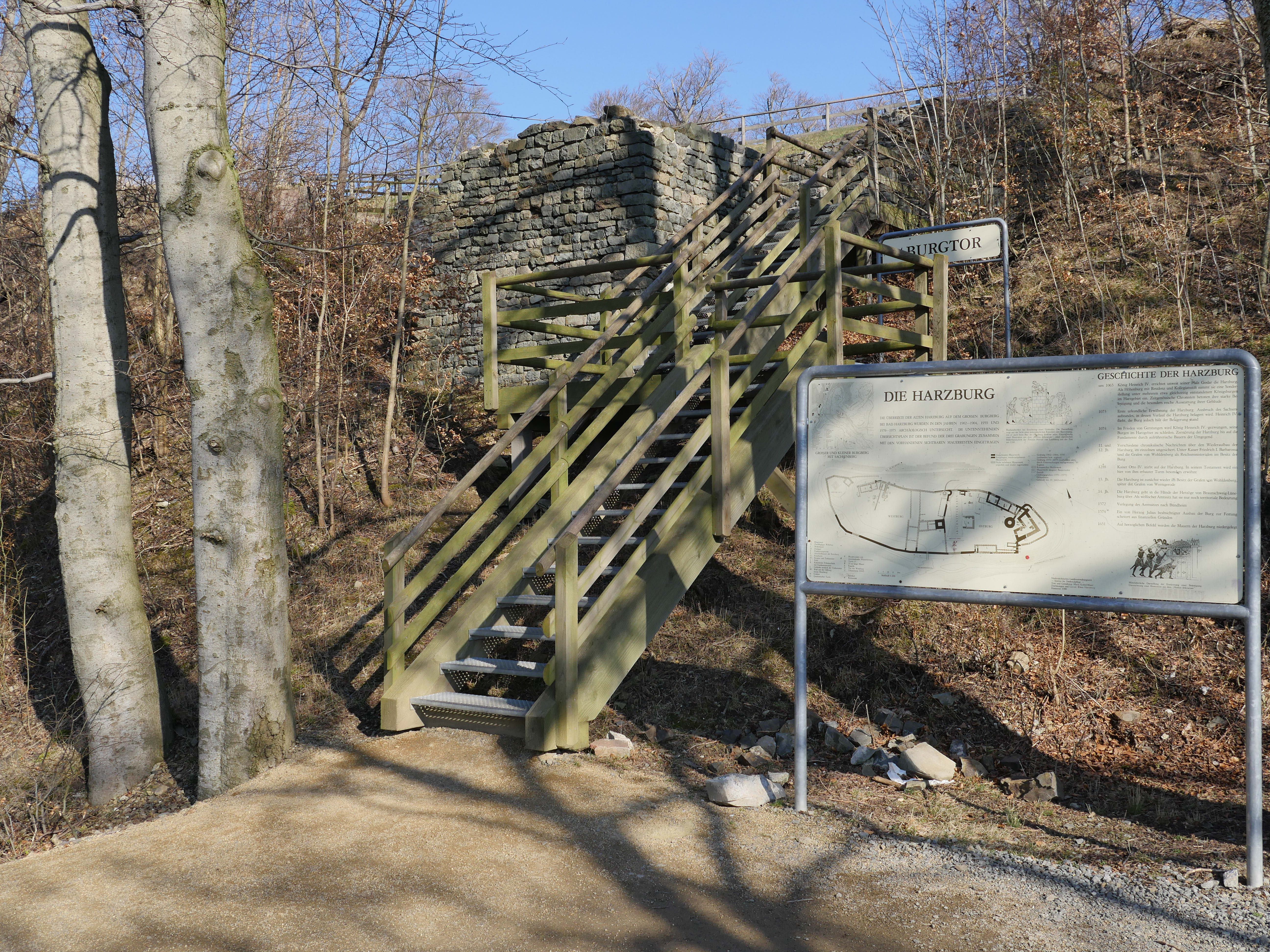
Burgtor mit Informationstafel
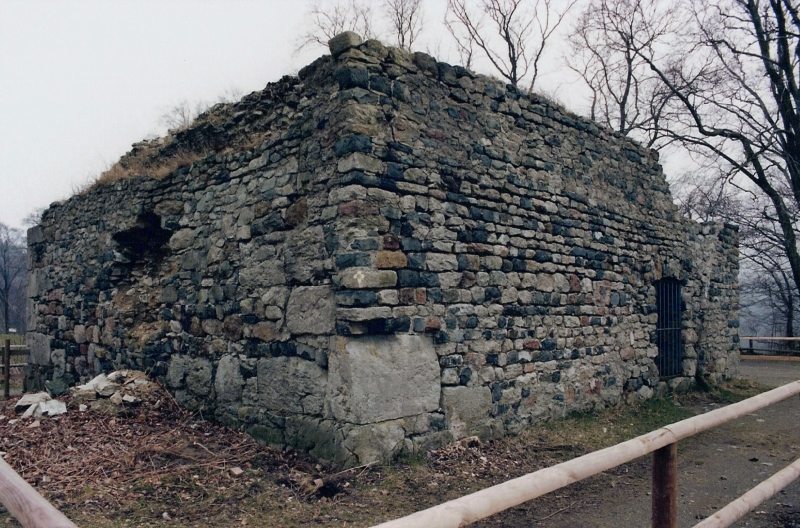
Turm
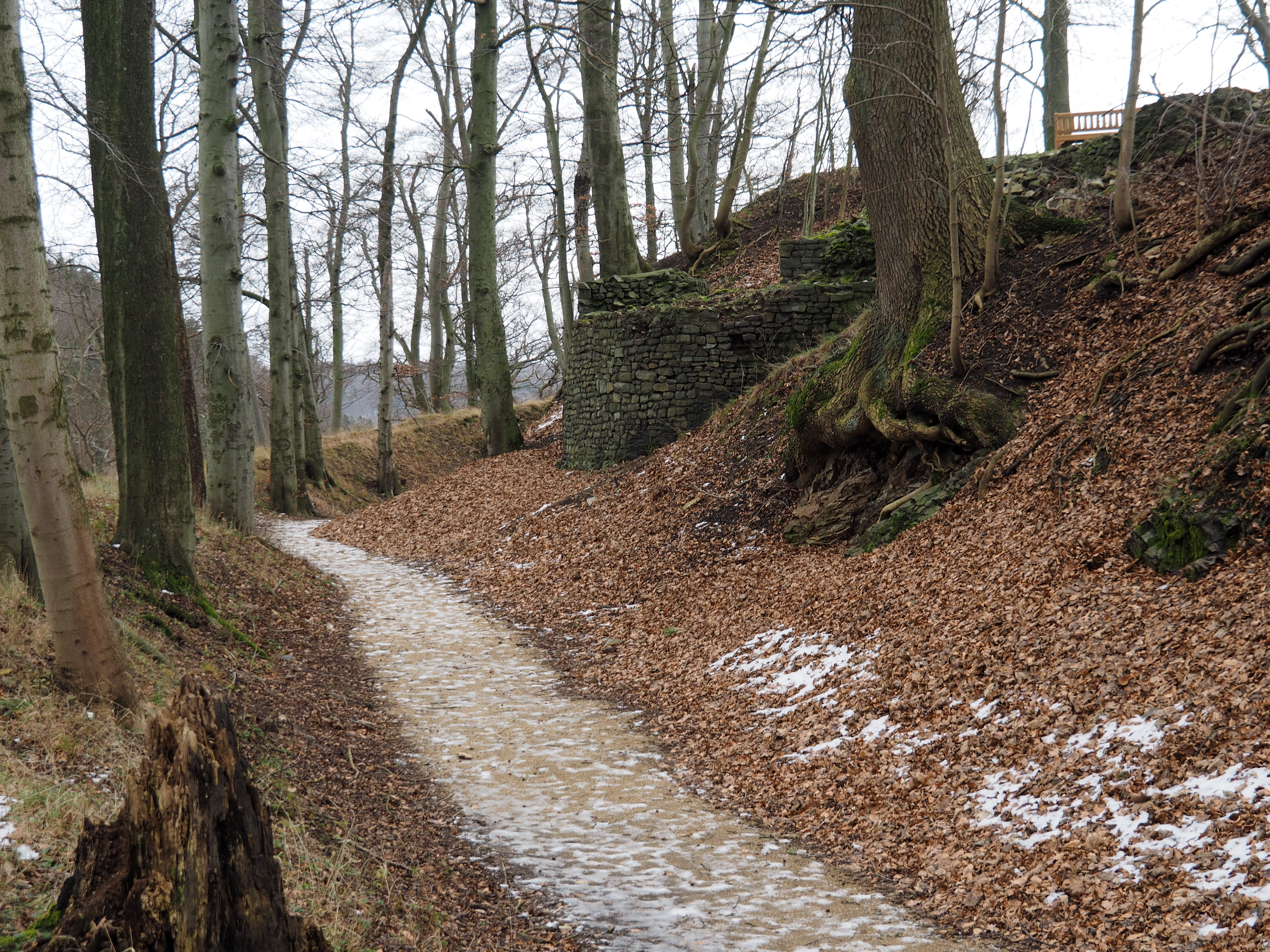
Rundweg, Wehr- und Ringmauerreste
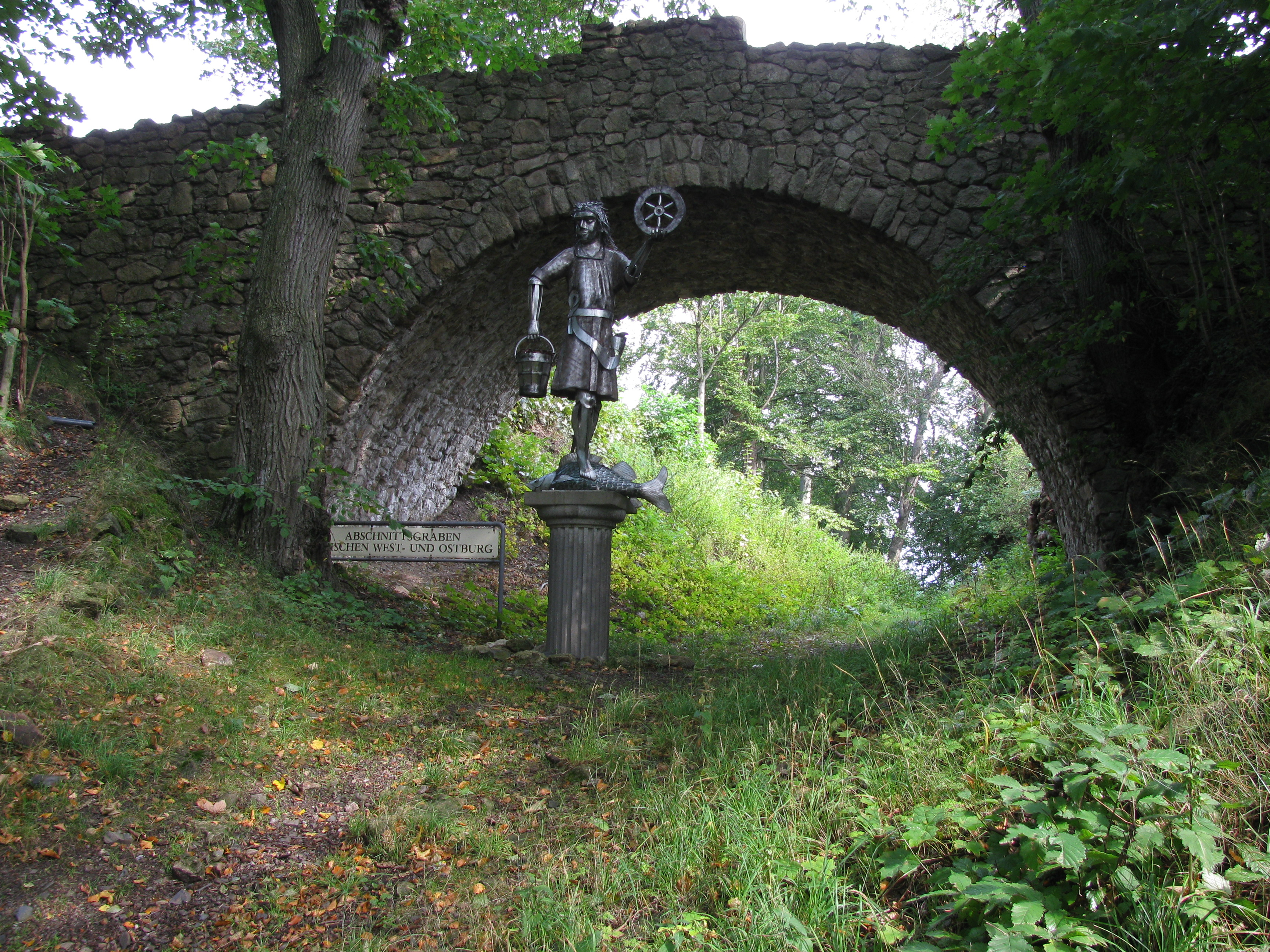
Abschnittsgraben und Brücke, Krodofigur
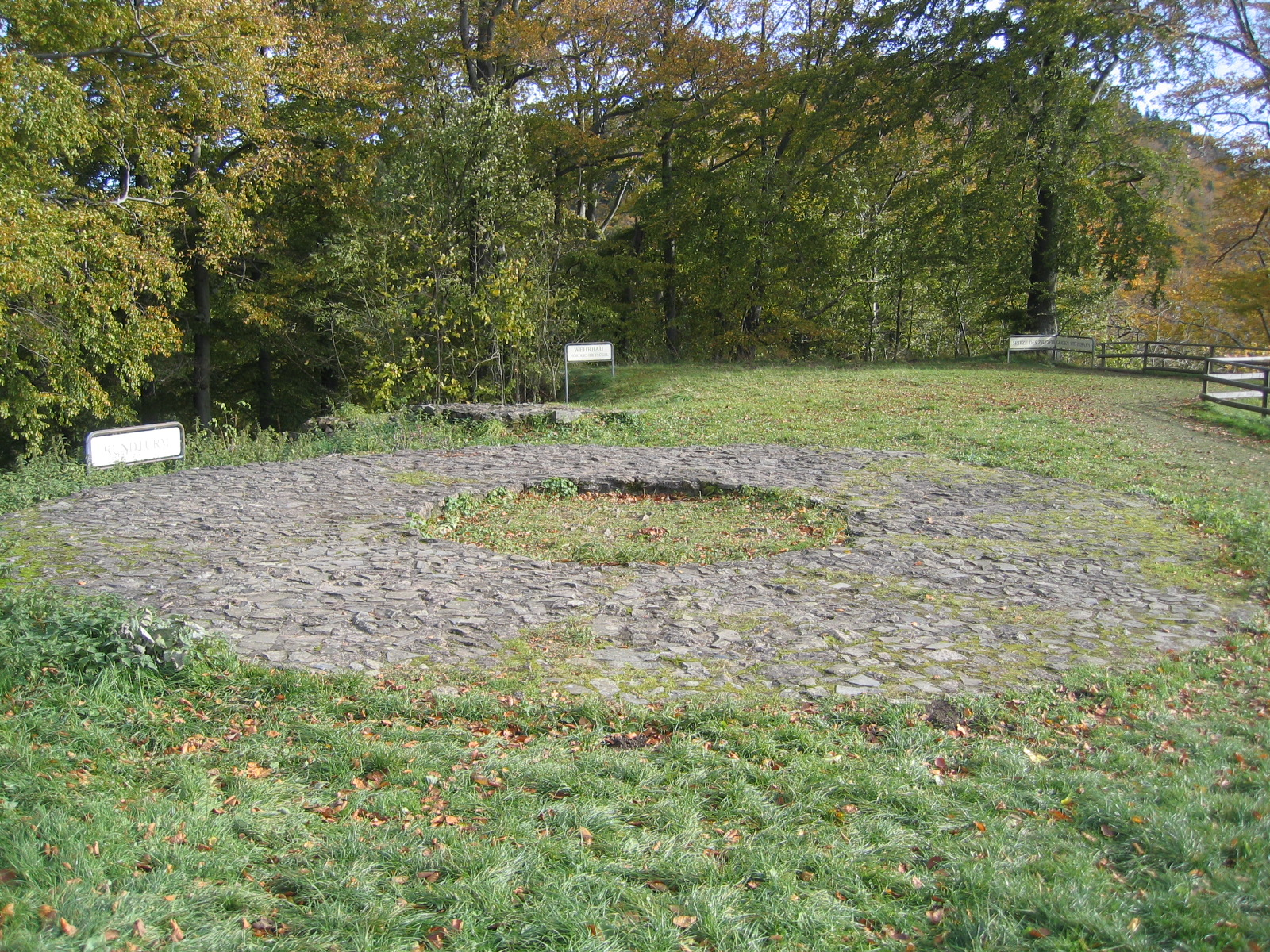
Rundturm-Fundament